# Curd Jürgens
Curd Jürgens, teljes születési nevén Curd Gustav Andreas Gottlieb Franz Jürgens (Solln, München, Bajor Királyság, Német Császárság, 1915. december 13. – Bécs, Ausztria,1982. június 18.) német–osztrák színpadi, film- és televíziós színész, számos német és nemzetközi film szereplője. Angol nyelvű stáblistákon nevét gyakran Curt Jurgens formában írták. Az 1930-as évektől haláláig több mint 160 német, osztrák és nemzetközi filmprodukcióban szerepelt.

## Élete

### Származása, gyermekkora
A bajorországi Sollnban született 1915-ben, kétnyelvű nagypolgári családban. (Szülővárosa ma München egyik kerülete). Édesapja, Kurt Jürgens Hamburgból származó kereskedő volt, aki üzleti ügyekben sokat utazott a Német Császárságban és az Orosz Birodalomban. Édesanyja a savoyai Évian-les-Bains-ből (Haute-Savoie megyéből) származó Marie-Albertine Noir francia nyelvtanárnő volt.
 Két nővére volt, Jeanette és Marguerite.
Ifjúkorát Berlin előkelő Neu-Westend negyedében töltötte. (A család az Oldenburgallee 57-ben laktak). Később megjelent „…und kein bisschen weise” című önéletrajzában sokat írt itt töltött éveiről. Iskoláinak elvégzése után a berlini 8-Uhr-Abendblatt esti lap újságírója lett. Munkája mellett tanulta a színészmesterséget. 1933-ban egy autóbalesetben megsérült, nemzőképtelenné vált.

### Pályája a háború végéig
1935-ben az UFA filmgyárban kezdett dolgozni. Szerepelt ausztriai színpadokon is. 1937-ben feleségül vette Louise „Lulu” Basler színésznőt. Jürgens ellenségesen viszonyult az 1933-ban hatalomra jutott nemzetiszocialista állami berendezkedéssel szemben.
1944-ben már viszonya volt Judith Holzmeister osztrák színésznővel. A Bécsi lányok c. film forgatása közben egy bécsi lokálban Jürgens – anélkül, hogy tudta volna, kikkel áll szemben – óvatlanul összeszólalkozott Robert Kaltenbrunnerrel, Ernst Kaltenbrunner Gestapo-főnök fivérével, Otto Skorzeny SS-Obersturmbannführerrel és Baldur von Schirach NSDAP-funkcionárius egyik munkatársával. Napokon belül behívót kapott, de nem a Wehrmachtba sorozták be, hanem politikailag megbízhatatlannak minősítették és internálótáborba küldték. (Egy forrás szerint Magyarország területére, de az 1944-es év politikai és hadászati fejleményeinek ismeretében ez valószínűtlen). Néhány hét után Jürgens sikeresen megszökött, és Ausztriában bujkált a háború végéig.

### Pályája a háború után
A háború után Ausztriában maradt, eljegyezte a Bécsben élő Judith Holzmeistert. A bécsi Burgtheaterben dolgozott. 1946-ban a színház társulata svájci turnéra ment, de Jürgens – mint német állampolgár – kiutazási engedélyét a bécsi szovjet megszálló hatóság megtagadta. Jürgens kérelmezte az osztrák állampolgárságot. A Burgtheater igazgatója személyesen telefonált érdekében Leopold Figl államkancellárnak, a kérelmet még aznap teljesítették.  napon belül teljesítették kérelmét, és kiutazhatott Svájcba. Saját nyilatkozata szerint Jürgens már Ausztria német megszállása előtt, 1935-ben is rendelkezett osztrák útlevéllel.
Egy ideig a straubingi Városi Színház intendánsa volt, azután a párizsi Théâtre Hébertot igazgatója lett. 1950-ben megrendezte első játékfilmjét, a Prämien auf den Tod-ot. Több osztrák szórakoztató filmben forgatókönyvíróként és rendezőként működött, de filmjei nem arattak átütő sikert.
1955-ben Helmut Käutner rendező főszerepet adott neki Des Teufels General (Az ördög tábornoka) című filmdrámájában, amely Carl Zuckmayer azonos című színdarabjából készült. Harras tábornok történetében a valóságos Ernst Udet repülőtábornok, első világháborús ászpilóta életét dolgozták fel. 1956-ban Roger Vadim filmjében, az És Isten megteremté a nőt-ben Brigitte Bardot és Jean-Louis Trintignant mellett szintén főszerepet kapott. A két film nemzetközi elismertséget hozott Jürgensnek.
A nemzetközi áttörés további nemzetközi megbízásokat fialt. A magas, szőke, ellenállhatatlanul sármos Jürgens egy sor amerikai filmben kapott rámenős nőcsábász-szerepeket. Megjelenése öntudatos eleganciát, határozottságot sugallt. Gyakran alakított vonzó katonatiszteket, arisztokratákat, erőskezű vezetőket, sikerembereket. 1977-ben nagy sikert aratott A kém, aki szeretett engem című James Bond-filmben, ahol Bond ellenlábasát, Karl Stromberget, a világot meghódítani szándékozó főgonoszt alakította. Keresztnevét itt írták először „angolosan” a színlapra, Curt Jürgensként, mondván, az eredeti Curd szó angolul „túrót” jelent.
Filmszerepei mellett már ifjúkorától kezdve folyamatosan szerepelt színpadokon is. Tagja volt több bécsi színház társulatának (1938–1941 között a Volkstheaternek, 1940–1953, majd 1965–1968 között a Burgtheaternek, stb.) 1966-ban fellépett a New York-i Eugene O’Neill színházban, a George Schaefer által rendezett The Great Indoors-ban, Geraldine Page oldalán. 1973–1977 között a Salzburgi Ünnepi Játékokon ő játszotta Hofmannsthal: Mindenki (Jedermann) c. drámájának címszerepét, Ernst Haeusserman rendezésében.
1981. március 9-én lépett utoljára színpadra. A bécsi Staatsoperben alakította Szelim basa (prózai) szerepét, Mozart: Szöktetés a szerájból c. opera előadásán, ahol Karl Böhm vezényelt.

### Magánélete

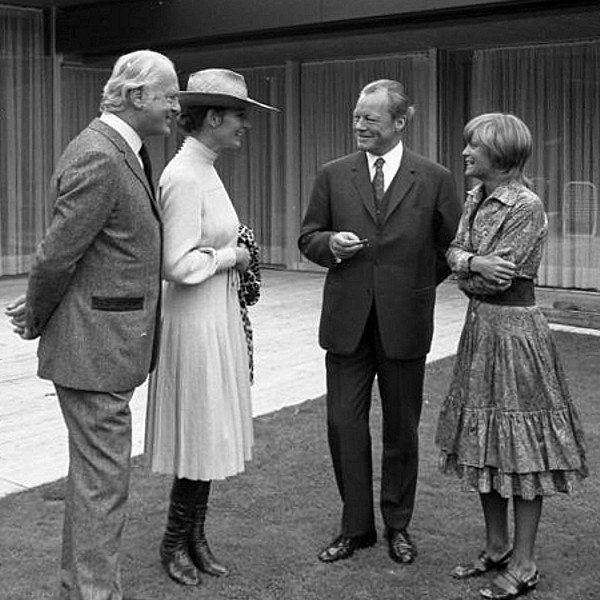
Balról jobbra: Curd Jürgens, felesége, Simone Bicheron, Willy Brandt szövetségi kancellár és Romy Schneider (1971)

Politikai nézeteit illetően Willy Brandttal rokonszenvezett. Nyilatkozataiban kiállt a Brandt által képviselt megbékélési politika, az Odera–Neisse-határ elismerése és a keleti nyitás mellett.
Jürgens ötször nősült. Házasságon kívüli viszonyairól sok pletyka szól, de nem mindegyikről maradt megbízható információ.
- Első felesége Louise „Lulu” Basler színésznő volt. 1937. június 15-én házasodtak össze, 1947. október 8-án elváltak.[17]
- Második felesége Judith Holzmeister osztrák színésznő volt, akivel Jürgens már 1946-ban Bécsben együtt élt. Lulu Baslertől való válása után egy héttel, 1947. október 16-án házasodtak össze, 1955-ben váltak el.
- Harmadik felesége Eva Bartok magyar születésű német színésznő volt, akivel 1955. augusztus 3-án kötött házasságot, és 1956-ban váltak el.[18]
- 1956-ban az És Isten megteremté a nőt franciaországi forgatásán pletykáltak Brigitte Bardot és Jürgens viszonyáról. Mindketten kölcsönösen rajongó nyilatkozatokat tettek egymásról. Bardot az imponálóan hatalmas termetű, szőke germán fickóra ráragasztotta „a normann láda” (l’armoire normande) jelzőt, ami a német bulvársajtóban „normann ruhásszekrénnyé” (normannischer Kleiderschrank) változott.[13]
- 1957-ben Jürgens rövid, de heves viszonyba keveredett Romy Schneider német–francia színésznővel.[19]
- Negyedik felesége Simone Bicheron francia színésznő volt, akivel 1958. szeptember 14-én keltek egybe, és 1977-ban váltak el.
- Ötödik, utolsó felesége Margie Schmitz volt, akit Jürgens 1978. március 21-én vett feleségül. Jürgens haláláig, 1982. június 18-ig együtt maradtak.

### Elhunyta

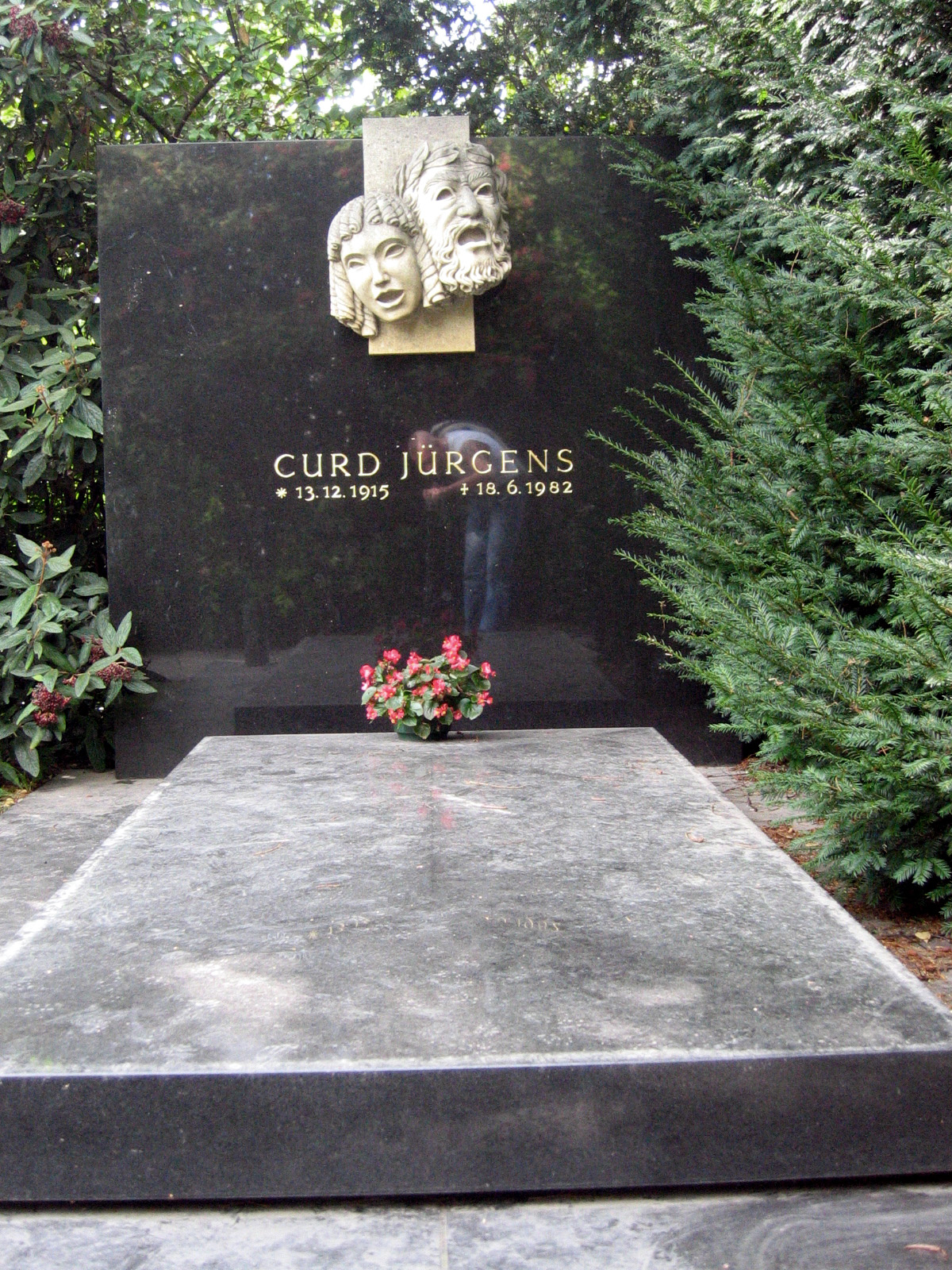
Curd Jürgens símja a bécsi Zentralfriedhofban

Életének utolsó éveiben Jürgens Franciaországban élt, de színpadi szerepléseire rendszeresen visszajárt Bécsbe. Többször került kórházba szívproblémák miatt, 1980-ban az USA-ban szívbillentyűműtétet végeztek rajta. Egészségi problémái és orvosaitól kapott figyelmeztetések ellenére is aktívan dolgozott. Egy bécsi tartózkodás alkalmával, 1982. június 18-án halálos szívroham érte. Bécs városától díszsírhelyet kapott a bécsi Központi temetőben (Zentralfriedhof) (Gr. 32C Nr. 54). Június 22-én helyezték örök nyugalomra, nagy részvét mellett.

## Főbb filmszerepei
- 1935: Királykeringő (Königswalzer); Ferenc József császár (Kurt Jürgens néven)
- 1937: Új élet felé (Zu neuen Ufern); Bobby Wells barátja
- 1937: Éjféli tangó (Tango Notturno); Jacs barátja, zenész (névtelenül)
- 1938: Hol voltál az éjszaka? (Das Mädchen von gestern Nacht); három attasé (névtelenül)
- 1940: Asszony a neved (Herz ohne Heimat); Bob (névtelenül)
- 1940: Operett (Operette); Karl Millöcker
- 1942: Asszonybecsület (Stimme des Herzens), Drews önkéntes
- 1942: Az istenek kedvence (Wen die Götter lieben); II. József császár
- 1943: Nem angyalok az asszonyok (Frauen sind keine Engel); Bandini
- 1948: The Mozart Story; II. József császár
- 1949: Bécsi lányok (Wiener Mädeln); Lechenberg gróf
- 1952: Az élet háza (Haus des Lebens); Axel Jolander
- 1953: Az utolsó keringő (Der letzte Walzer) Sarassow gróf, százados
- 1955: Des Teufels General; Harry Harras tábornok
- 1955: A hősök elfáradtak (Les héros sont fatigués); Wolf Gerke
- 1956: És Isten megteremté a nőt (Et Dieu… créa la femme); Eric Carradine
- 1956: Sztrogoff Mihály (Michel Strogoff); Sztrogoff Mihály
- 1957: Keserű győzelem (Bitter Victory); Brand őrnagy
- 1957: Alattunk az ellenség (The Enemy Below); Von Stolberg
- 1958: Tamango (Tamango); John Reinker kapitány
- 1958: Én és az ezredes (Me and the Colonel); Prokoszny ezredes
- 1958: A Hatodik Boldogság fogadója (The Inn of the Sixth Happiness); Lin Nan kapitány
- 1958: A vérdíj (Der Schinderhannes); Johann „Schinderhannes” Bückler
- 1959: A kék angyal (The Blue Angel); Immanuel Rath professzor
- 1959: Kátya (Katia); II. Sándor cár
- 1960: Wernher von Braun; Wernher von Braun
- 1960: Sakknovella (Schachnovelle); Werner von Basil
- 1962: A leghosszabb nap (The Longest Day); Günther Blumentritt tábornok
- 1963: Koldusopera (Die Dreigroschenoper); Macheath kapitány
- 1963: A lipicai mének csodája (Miracle of the White Stallions); Tellheim kapitány
- 1963: Svéd kastély (Château en Suède); Hugo Falsen
- 1964: Homályban (Psyche 59); Eric Crawford
- 1965: Lord Jim; Cornelius
- 1966: Szerelmi körhinta (Das Liebeskarussell); Stefan von Cramer
- 1966: Mulat a kongresszus (Der Kongreß amüsiert sich); I. Sándor cár
- 1969: Bérgyilkossági hivatal (The Assassination Bureau); von Pinck tábornok
- 1969: Angliai csata (Battle of Britain), Maximilian von Richter
- 1969: A neretvai csata (Bitka na Neretvi); Lohring
- 1971: A Mephisto-keringő (The Mephisto Waltz); Duncan Ely
- 1971: Cárok végnapjai (Nicholas and Alexandra); német konzul
- 1973: Mesék a kriptákból 2. (The Vault of Horror); Sebastian
- 1972–1973: A felügyelő (Der Kommissar), tévésorozat; Harald Bergmann / Dr. Hochstätter
- 1974: Puha ágyak, kemény csaták (Soft Beds, Hard Battles); von Grotjahn tábornok
- 1975: Derrick, tévésorozat; Paul Bubach
- 1977: A kém, aki szeretett engem (The Spy Who Loved Me); Karl Stromberg
- 1978: Tetthely (Tatort), tévésorozat, Konrad Pfandler
- 1978: Csak egy dzsigoló (Schöner Gigolo, armer Gigolo); herceg
- 1981: Teherán’43 (Tegeran-43); Legraine mester
- 1982: Smiley népe (Smiley’s People), tévé-minisorozat; Vlagyimir tábornok

## További információ
- Curd Jürgens a PORT.hu-n (magyarul)
- Curd Jürgens az Internetes Szinkronadatbázisban (magyarul)
- Curd Jürgens az Internet Movie Database-ben (angolul)
- Curd Jürgens a Rotten Tomatoeson (angolul)
- Curd Jürgens az AlloCiné weboldalán (franciául)
- Curd Jürgens Profile. Famousfix.com. (Hozzáférés: 2023. január 18.)

## Érdekesség
- „Túró Jürgens - Curd Jürgens. A Wikipédiából, A Szabad Enciklopédia” (magyar, angol nyelven). (hu.wikicore.net). [2021. május 15-i dátummal az eredetiből archiválva]. (Hozzáférés: 2021. május 15.)